# Coordenadas de Jacobi
En la teoría de sistemas de muchas partículas, las coordenadas de Jacobi se usan con frecuencia para simplificar las fórmulas matemáticas. Estas coordenadas son especialmente comunes en el tratamiento de moléculas poliatómicas y reacciones químicas, y en mecánica celeste.

## Algoritmo para N cuerpos

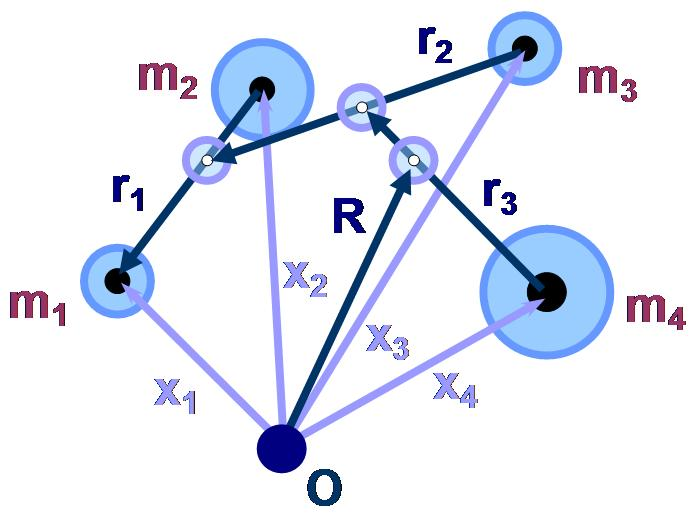
Un posible conjunto de coordenadas de Jacobi para el problema de los cuatro cuerpos; las coordenadas de Jacobi son r_{1}, r_{2}, r_{3} y el centro de gravedad R. Véase Cornille.

Un algoritmo para generar coordenadas de Jacobi para N cuerpos puede basarse en árboles binarios. Literalmente el algoritmo se describe como sigue:
Sean mj y mk las masas de dos cuerpos que son reemplazados por un  nuevo cuerpo de masa virtual M = mj + mk.
Las coordenadas x j y x k se reemplazan por sus posiciones relativas rjk =xj − xk y por el vector al centro de sus masas Rjk = (mj qj + mkqk)/(mj +  mk).
El nodo en el árbol binario correspondiente al cuerpo virtual tiene mj como rama derecha y mk como rama izquierda. El orden de las ramas indica el punto de coordenadas relativas desde  x'k a xj. 
Repita esta secuencia para N − 1 cuerpos, o sea los N − 2 cuerpos originales más el nuevo cuerpo virtual. 

## Problema de los cuatro cuerpos
Para el problema de cuatro cuerpos el resultado es:
{\displaystyle {\boldsymbol {r_{1}=x_{1}-x_{2}}}\ ,}
{\displaystyle {\boldsymbol {r_{j}}}={\frac {1}{m_{0j}}}\sum _{k=1}^{j}m_{k}{\boldsymbol {x_{k}}}\ -\ {\boldsymbol {x_{j+1}}}\ ,}
con
{\displaystyle m_{0j}=\sum _{k=1}^{j}\ m_{k}\ .}
El vector R es el centro de gravedad de todos los cuerpos:
{\displaystyle {\boldsymbol {R}}={\frac {1}{m_{0}}}\sum _{k=1}^{N}\ m_{k}{\boldsymbol {x_{k}}}\ ;}   {\displaystyle m_{0}=\sum _{k=1}^{N}\ m_{k}\ .}